# La Nativité (Botticelli, Boston)
Ne doit pas être confondu avec La Nativité (Botticelli, Florence).
La Nativité est un tableau réalisé vers 1482-1485 par le peintre florentin Sandro Botticelli. Ce tondo de 76 centimètres de diamètre est une tempera et huile sur bois qui représente la Nativité de Jésus-Christ, Joseph soutenant le nouveau-né pendant que Marie l'adore. Aussi connue sous le nom de « Nativité Antinori », l'œuvre est achetée par Isabella Stewart Gardner en mai 1900. Elle est aujourd'hui conservée au musée Isabella-Stewart-Gardner de Boston, aux États-Unis.